# روديغر هيلم
روديغر هيلم (Rüdiger Helm) هو لاعب أولمبي لرياضة كانو-كاياك من ألمانيا الشرقية. شارك في الأولمبياد الصيفي في 1976–1980، وفاز بما مجموعه 6 ميداليات.

## الميداليات
| ذهب | فضة | برونز | المجموع |
| 3   | 0   | 3     | 6       |

## روابط خارجية
- روديغر هيلم على موقع اللجنة الأولمبية الدولية (الإنجليزية)
- روديغر هيلم على موقع أوليمبيديا (الإنجليزية)